# Cửa khẩu Dak Ta Ook
Cửa khẩu Dak Ta Ook hay Cửa khẩu Dak Ta Ooc là cửa khẩu đường bộ tại vùng đất Ban Dak Ta Ook Noi muang Dak Cheung tỉnh Sekong, CHDCND Lào 
Cửa khẩu Dak Ta Ook (Đăk Tà Oọc) thông thương với Cửa khẩu Nam Giang 15°32′30″B 107°22′21″Đ / 15,541592°B 107,3726°Đ tại vùng đất xã La Dêê huyện Nam Giang tỉnh Quảng Nam, Việt Nam . Cửa khẩu Nam Giang là điểm cuối của quốc lộ 14D bên Việt Nam.
Năm 2016 tỉnh Quảng Nam có kiến nghị nâng cấp cửa khẩu Nam Giang thành cửa khẩu quốc tế . Tuy nhiên kiến nghị nâng cấp chưa thực hiện.
Đến năm 2019 Cửa khẩu Dak Ta Ook không mở cửa cho người nước ngoài qua lại .